# Janus Basket Fabriano 2021-2022
Questa voce raccoglie le informazioni riguardanti la Janus Basket Fabriano nelle competizioni ufficiali della stagione 2021-2022.

## Stagione
La stagione 2021-2022 della Janus Basket Fabriano sponsorizzata Ristopro, è stata la 1ª nel secondo livello del campionato italiano di pallacanestro, la Serie A2.

## Organigramma societario
Aggiornato al 15 settembre 2021.
- Presidente: Mario Di Salvo
- General Manager: Michele Paoletti
- Direttore Generale: Paolo Fantini
- Direttore Sportivo: Simone Lupacchini
- Responsabile Amministrativo: Andrea Silvestrini
- Responsabile Organizzativo: Gianluca Merloni
- Responsabile Statistiche: Massimiliano Gasparrini

- Allenatore: Marco Ciarpella
- Assistente: Tommaso Bruno
- Preparatore Atletico: Eros Biagioli
- Medico Sociale: Maicol Onesta
- Massaggiatori: Michele Ragni, Alessio Lupini
- Osteopata: Jacopo Taruschio

## Roster 2021-2022
Aggiornato al 23 gennaio 2022.
| Ristopro Fabriano 2021-2022 | Ristopro Fabriano 2021-2022 |
| Giocatori                   | Staff tecnico               |
| --------------------------- | --------------------------- |

| N. | Naz.                                         | Ruolo | Nome                | Anno | Alt.   | Peso   |  |
| -- | -------------------------------------------- | ----- | ------------------- | ---- | ------ | ------ |  |
| 0  | Italia (bandiera)                            | A     | Gabriele Benetti    | 1995 | 200 cm | 91 kg  |  |
| 1  | Italia (bandiera)                            | PG    | Claudio Tommasini   | 1991 | 197 cm | 102 kg |  |
| 2  | Stati Uniti (bandiera)                       | PG    | Arik Smith          | 1993 | 185 cm | 79 kg  |  |
| 3  | Svizzera (bandiera) · Italia (bandiera)      | AC    | Patrick Baldassarre | 1986 | 201 cm | 95 kg  |  |
| 8  | Italia (bandiera)                            | G     | Alessio Re          | 2002 | 192 cm | 85 kg  |  |
| 11 | Italia (bandiera)                            | AP    | Marco Caloia        | 2002 | 197 cm | 95 kg  |  |
| 12 | Italia (bandiera)                            | P     | Daniele Merletto    | 1993 | 175 cm | 78 kg  |  |
| 19 | Italia (bandiera)                            | C     | Ferdinando Matrone  | 1995 | 210 cm | 105 kg |  |
| 20 | Italia (bandiera)                            | P     | Gianmarco Gulini    | 2002 | 189 cm | 80 kg  |  |
| 22 | Italia (bandiera)                            | PG    | Roberto Marulli (C) | 1991 | 190 cm | 84 kg  |  |
| 24 | Stati Uniti (bandiera)                       | AP    | Dwayne Davis        | 1989 | 196 cm | 93 kg  |  |
| 33 | Italia (bandiera)                            | GA    | Marco Santiangeli   | 1991 | 192 cm | 95 kg  |  |
| 34 | Senegal (bandiera)                           | C     | Elhadji Thioune     | 2001 | 209 cm | 105 kg |  |
| 44 | Italia (bandiera)                            | AP    | Patrick Gatti       | 2001 | 198 cm | 83 kg  |  |
| 88 | Stati Uniti (bandiera) · Ungheria (bandiera) | AC    | Damian Hollis       | 1988 | 203 cm | 98 kg  |  |

| Allenatore                                                                  |
| - Marco Ciarpella                                                           |
| Assistente/i                                                                |
| - Tommaso Bruno Legenda - (C) Capitano - (IN) Inattivo - Infortunato Roster |

### Organigramma societario
Aggiornato al 15 settembre 2021.
- Presidente: Mario Di Salvo
- General Manager: Michele Paoletti
- Direttore Generale: Paolo Fantini
- Direttore Sportivo: Simone Lupacchini
- Responsabile Amministrativo: Andrea Silvestrini
- Responsabile Organizzativo: Gianluca Merloni
- Responsabile Statistiche: Massimiliano Gasparrini

- Allenatore: Marco Ciarpella
- Assistenti: Tommaso Bruno
- Preparatore Atletico: Eros Biagioli
- Medico Sociale: Maicol Onesta
- Massaggiatori: Michele Ragni, Alessio Lupini
- Osteopata: Jacopo Taruschio